# 朱庆生
朱庆生（1943年12月—），男，陕西人，中华人民共和国政治人物，曾任国家中医药管理局局长，中华人民共和国卫生部副部长，中国红十字会副会长，第十届全国政协委员。